# トロント・ブレッシング
トロント・ブレッシング（英: Toronto Blessing）は、1994年1月にカナダのトロントで起こったネオ・カリスマの福音的教会である、トロント空港ビンヤード・チャーチ（現在のトロント空港・クリスチャン・フェローシップ:TACF）で始まったリバイバルとその結果の現象を表現するイギリスの教会の造語である。
TACFの提供による会議とミーティングの参加者が癒しと個人的変革の出来事、神の愛への大いなる覚醒を報告してきた。それらは、父の祝福、油注ぎ、覚醒、川、火として言及される。

## 特徴
祝福は、転げたり、聖霊による平安、安息、笑い、震え、泣く現象を含んだ、エクスタシー的な礼拝で知られるようになった。「聖なる笑い」は特徴的現象で出席者がライオンのようにほえる例もある。
指導者と出席者はそこには聖霊の臨在と力の肉体的な現象があると主張している。TACFの一つの教理「金の剣の預言」はカリスマ派の教会に広まっている。
ヒステリックで霊的な危険であるとみなされている一方で、一部のキリスト教指導者は北アメリカのキリスト教の刷新運動としてみなし、興奮している。
危機は「自己中心と悪」として言及され、警告のしるしの超常現象として引用される。ある人たちは、これらの祝福は、牧師であり神学者であったジョナサン・エドワーズのにみられるような、出席者の生活にポジティブな影響を与えた、初期のリバイバルに歴史的な起源を持つと反論する。

## 歴史
トロント・ブレッシングはジョン・アノット牧師夫妻が、クラウディオ・フライゼンによって導かれたアルゼンチン・リバイバル（南アフリカ・リバイバル）によって霊感を受けた時に始まった。
彼らは、セントルイスのランディー・クラークを教会の牧師として招聘した。ランディ・クラークはロドニー・ハワードー・ブラウニーのミニストリー（ケンタッキー州のルイスビレにある、ロドニー・ハワード・ブラウニー福音連合の創始者で「聖なる笑い」リバイバル現象運動の創始者）に影響されていた。クラーク牧師は空港教会で、1月20日から2か月間説教を始めた、ハワード・ブラウニーのアプローチをTACFの出席者に紹介した。最初のリバイバル礼拝には120人の出席者がいた。アーノットはほとんどのメンバーが床に転げ「笑いながら、転げながら、泣き続けていた」と回想した。
最初の一年で教会1000名になった、そして、リバイバルの影響の拡大に伴い、集会は月曜日以外の毎晩行われた。類似したリバイバルがアトランタ、アナハイム、セントルイスといくつからのカナダの場所、カンボジア、アルバニアで報告された。その地域はトロント・ブレッシング型リバイバルとして知られるようになった。
1990年代後半には日本に紹介され、日本でもセミナーなどが開催された。日本リバイバル同盟（NRA）などが参加している。